# Disonycha procera
Disonycha procera es una especie de escarabajo del género Disonycha, familia Chrysomelidae. Fue descrita científicamente por Casey en 1884.
Habita en México, Canadá y América Central y del Norte (Quebec, Columbia Británica, Texas, Georgia). La longitud del cuerpo es de 5,6-6,8 mm y parte de su dieta se compone de Polygonum.